# Zygmunt Wirpsza
Zygmunt Wirpsza (ur. 25 maja 1928 w Równem, zm. 1 kwietnia 2021 w Warszawie) – polski chemik, prof. dr hab. inż.

## Życiorys
Studiował na Wydziale Chemicznym Politechniki Wrocławskiej, w 1960 obronił pracę doktorską, w 1971 uzyskał stopień doktora habilitowanego. W 1990 nadano mu tytuł profesora nadzwyczajnego. Został zatrudniony na stanowisku profesora w Katedrze Technologii i Materiałoznawstwa na Wydziale Materiałoznawstwa i Technologii Obuwia Politechniki Radomskiej im. Kazimierza Pułaskiego, oraz w Instytucie Włókien Naturalnych.
Zmarł 1 kwietnia 2021. Pochowany na cmentarzu Powązki Wojskowe w Warszawie (kwatera A-2-33 (65)).

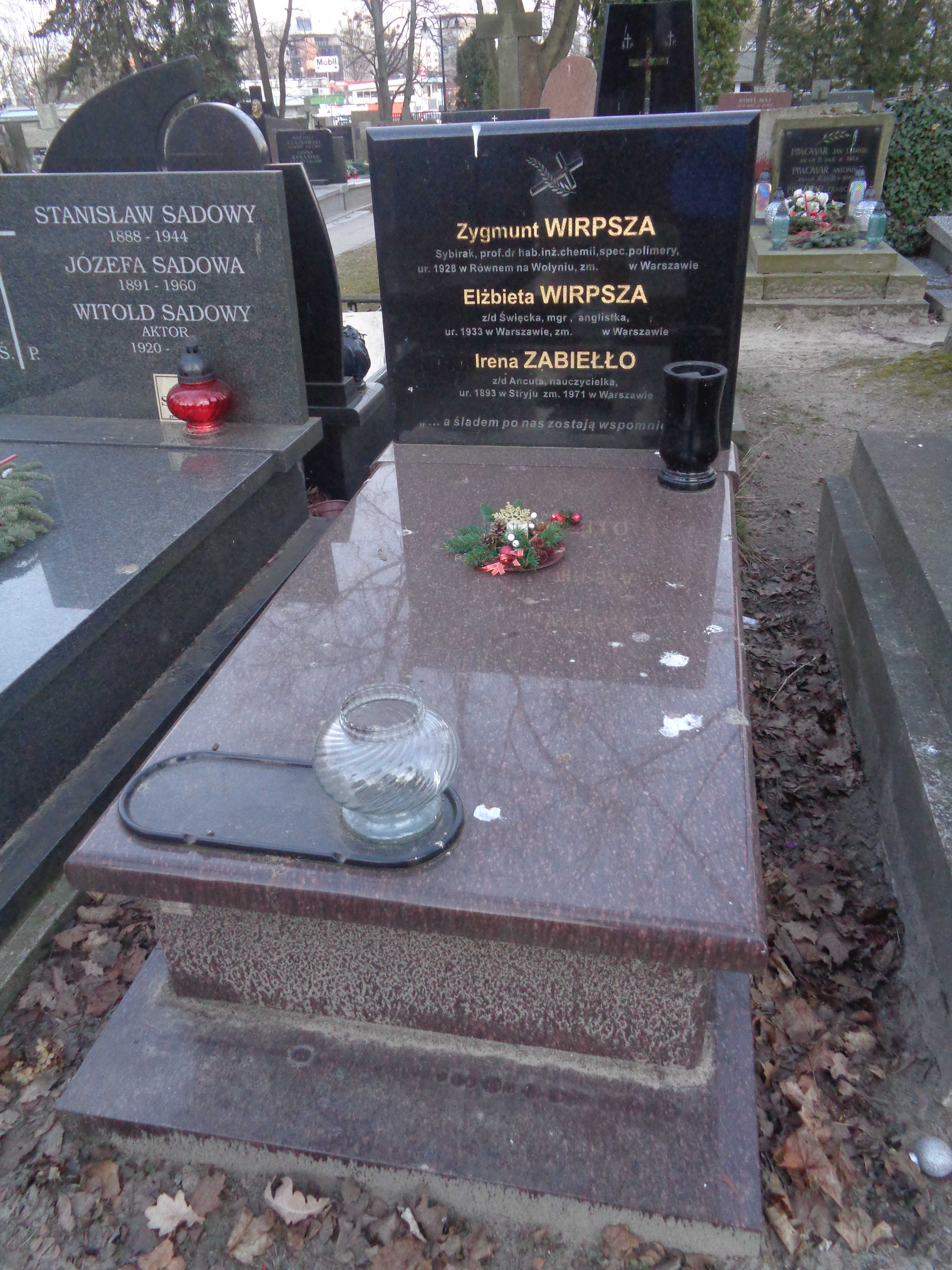
Grób prof. Zygmunta Wirpszy na Cmentarzu Wojskowym na Powązkach